# 清水圓柏
清水圓柏（學名：Juniperus chinensis var. taiwanensis）又名偃柏、清水山檜，灌木，高2米。 葉針狀，先端尖，表面凹，產中國東北與台灣花蓮縣太魯閣及清水山1900~2200公尺處，喜生於砂岩及石灰岩地。為台灣瀕臨絕跡的珍貴植物，中華民國經濟部與農業部列入保護的稀有植物。